# Mató de monja
El mató de monja, o també conegut com a mató de Pedralbes, són unes postres tradicionals de la gastronomia catalana semblants a la crema catalana més fina, desemmotllada, en forma oval, i sovint acompanyada de nata o mel. Els seus ingredients són llet d'ametlla batuda, rovell d'ou, sucre i midó i, per tant, no s'hi inclou llet.
Tot i el nom, no es tracta de formatge ni de brossat, com sí que ho és el mató, sinó que el nom mató es refereix a la forma i textura d'aquestes postres desemmotllades, com el pit pàl·lid i tremolós d'una monja. Actualment es consideren unes postres o berenar típiques barcelonines que hom pot degustar, per exemple, a les famoses xocolateries del carrer de Petritxol, al barri Gòtic.
Són unes darreries de la família del menjar blanc que abans eren populars a tota Catalunya. Al segle xix es menjaven tradicionalment per Sant Josep, com a alternativa a la crema cremada, i en aquesta època havia de ser literalment fet per monges, que el podien vendre o regalar. A l'època de la Renaixença els barcelonins anaven a Pedralbes a menjar aquestes postres fetes per les monges del convent de Santa Maria Pedralbes, cosa que va fer que es conegués també com a mató de Pedralbes. Un fet similar va ocórrer a Lisboa, on en aquella època estava de moda anar a la localitat propera de Santa Maria de Belém a menjar els pastéis de nata que també, des d'aleshores, són coneguts com a pastéis de Belém
En aquella època, el mató de monja era molt popular i es considerava més refinat i prestigiós que la crema cremada. A La cuynera catalana (1835) es considera equivalent al menjar blanc, que per a alguns autors és un mató de monja sense ou. El baró de Maldà en parla al seu Calaix de sastre escrit entre finals del segle xviii. A començaments del segle xix surt en castellà i sota el nom de requesón de monja, al receptari Nuevo manual de la cocinera catalana y cubana de Joan Cabrisas, publicat a l'Havana l'any 1859. També referencien el mató de monja molts escriptors de l'època, com per exemple Serafí Pitarra. El 1877, per exemple, Rossend Arús va publicar un relat satíric titulat «Los matons de Pedralbes» a la revista en català La llumanera de Nova York, que es publicava a la ciutat de Nova York.
Aquesta crema ha agradat de color blanc o groc segons diverses modes i tendències. Així, mentre de vegades s'ha intensificat el color groc amb l'addició de safrà, tenim també textos que es refereixen de la seva blancor.